# Акинфенва, Адебайо

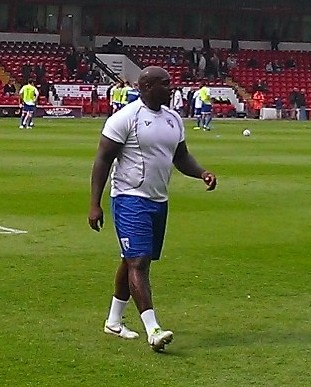
Акинфенва в составе «Джиллингема» перед матчем против «Уолсолл»

Сахид Адебайо Акинфенва (англ. Saheed Adebayo Akinfenwa; род. 10 мая 1982, Ислингтон, Большой Лондон), более известный как Адебайо Акинфенва (англ. Adebayo Akinfenwa) — английский футболист, нападающий. Широко известен благодаря антропометрическим данным, его называли одним из самых габаритных профессиональных футболистов мира. За свои огромные размеры и большой вес получил прозвище «Зверь» (англ. Beast).
Начинал карьеру в высших лигах Литвы и Уэльса, затем играл в лигах низшего уровня Англии. Проведя небольшой, но насыщенный событиями отрезок времени в «Донкастер Роверс», Акинфенва перешёл в седьмой за свою карьеру клуб, «Торки Юнайтед». Там он стал ударной силой команды, но позднее перешёл в «Суонси Сити». Проведя в стане валлийцев два сезона, он перешёл в команду Первой лиги «Миллуолл», а затем в «Нортгемптон Таун». В течение шести лет он выступал то за нортгемптонскую команду, то за «Джиллингем», сохраняя свою способность забивать голы. С июня 2014 года по июль 2016 года он выступал за команду Второй лиги «Уимблдон», после чего на правах свободного агента перешёл в «Уиком Уондерерс».

## Личная жизнь
Акинфенва происходит родом из нигерийской семьи: его отец мусульманин, а мать христианка. В детстве Акинфенва был близок к исламу, соблюдая всегда месяц рамадан, но позднее крестился. Он каждый день читает Библию и каждое воскресенье посещает церковь.
Одним из его близких друзей является Кларк Карлайл, бывший одноклубник из «Нортгемптона». В детстве Адебайо болел за «Ливерпуль», а своим кумиром считал Джона Барнса.
Акинфенва известен как самый габаритный действующий футболист в мире, о чём часто упоминается в различных играх серии FIFA (в том числе FIFA 15). В сентябре 2014 года он был приглашён на презентацию будущей игры FIFA 15 вместе с такими звёздами, как футболист Рио Фердинанд, боксёр Джордж Грувс и хип-хоп-исполнитель Lethal Bizzle.
Официально вес Акинфенва колеблется в районе 101 кг, его жим лёжа составляет 200 кг (что почти в два раза превышает собственный вес). Акинфенва владеет собственной маркой одежды Beast Mode On.

## Карьера

### Ранние годы
Акинфенва родился в Лондоне, боро Ислингтон. Будучи подростком, он пришёл в литовскую футбольную команду «Атлантас» по совету своего агента, чей шурин входил в тренерский штаб команды. В Литве он часто подвергался расистским оскорблениям, о чём говорил следующее:

Поскольку я родом из Лондона, где меня никто бы не оскорблял, для меня эти вещи были откровенной наглостью.
Оригинальный текст (англ.)Coming from London, where nobody would disrespect me, this was just brazen.

В Великобританию Адебайо вернулся в 2003 году и перешёл в клуб-чемпион Уэльса «Барри Таун». Он помог выиграть клубу Чемпионат и Кубок Уэльса, играя на стадионе «Дженнер-Парк». Но несмотря на старания нигерийца, клуб перенёс серьёзные финансовые потери и лишился профессионального статуса. В октябре 2003 года Акинфенва перешёл в состав «Бостон Юнайтед» и в дебютном матче забил победный гол на последних минутах в ворота команды «Суиндон Таун» в рамках матча Кубка Лиги, но и там он не закрепился и ушёл через месяц в «Лейтон Ориент», где не продержался и месяца. В декабре 2003 года Акинфенва перешёл в «Рашден энд Даймондс», а в феврале 2004 года оказался в стане «Донкастер Роверс» — своего пятого за сезон клуба.

### Торки Юнайтед
В июле 2004 года Акинфенва снова вынужден был сменить команду и перешёл в «Торки Юнайтед», заменив ушедшего ранее оттуда Дэвида Грэма. В регулярном чемпионате 2004/2005 он забил 14 голов, но это не спасло команду от вылета во Вторую Футбольную лигу. Адебайо отказался продлевать контракт по окончании сезона.

### Суонси Сити и Миллуолл
В июле 2005 года Акинфенва перешёл в «Суонси Сити», которые выплатили 85 тысяч фунтов стерлингов в качестве компенсации. В матче против «Транмир Роверс» он забил свой первый гол, который стал ещё и первым голом «лебедей» на новом Либерти-Стэдиум. В финале Трофея Футбольной Лиги нигериец забил победный гол и принёс победу своей команде над «Карлайл Юнайтед» со счётом 2:1. Участвовал в борьбе за выход в Первую Футбольную лигу: в матче против «Барнсли» в основное время была зафиксирована ничья 2:2, и всё решала серия пенальти, но в ней валлийцы проиграли, причём Акинфенва стал одним из двух футболистов «Суонси Сити», не реализовавших свой удар. В 2007 году в матче против «Сканторп Юнайтед» он получил перелом правой ноги, и сезон для него был закончен. Ещё ранее его здоровье было подорвано переломом левой стопы в октябре 2006 года.
В конце сезона 2006/07 Акинфенва отказался продлевать контракт с «Суонси Сити» и 29 июня 2007 уже начал осуществлять переход в «Суиндон Таун», но там не прошёл медицинское обследование. В ноябре 2007 года он заключил контракт с «Миллуолом», но за 7 игр не забил ни одного гола.

### Нортгемптон Таун и Джиллингем
18 января 2008 года Акинфенва подписал контракт с «Нортгемптон Таун» до конца сезона, дебютировав в игре против клуба «Суиндон Таун» и в конце матча принёс команде ничью, сравняв счёт (1:1). В следующей игре он аналогично помог команде уйти от поражения от «Лидс Юнайтед» (1:1), а в последующем матче против «Джиллингема» оформил дубль и принёс победу со счётом 4:0. В том же сезоне он отличился ещё трижды. 30 мая Адебайо продлил контракт на год, несмотря на интерес со стороны клубов «Лейтон Ориент» и «Гримсби Таун». В сентябре 2008 года он в трёх матчах отличился дважды. В мае 2010 года контракт с «Нортгемптон Таун» истёк, и заключить новое соглашение футболист не сумел.
29 июля 2010 Акинфенва подписал контракт с «Джиллингемом» на один год. В первом же матче против «Челтнем Таун» он забил дебютный гол за новую команду. В клубе сформировалась связка из Адебайо Акинфенва и Коди Макдональда: вместе этот дуэт забил 36 голов за сезон. 25 мая 2011 Акинфенва вернулся в «Нортгемптон Таун»: новый тренер команды Гарри Джонсон решил это сделать, чтобы завоевать доверие болельщиков. Первый гол в новом сезоне нигериец забил 16 августа в матче с «Бристоль Роверс». По окончании сезона 2012/2013 он покинул команду.
2 июля 2013 года Адебайо вернулся в «Джиллингем» бесплатно. В дуэте с Коди Макдональдом им удалось забить всего 10 мячей, а в рейтинге игроков года по версии болельщиков он занял 3-е место. Вскоре клуб объявил об уходе Адебайо, и 20 июня 2014 года нигериец заключил контракт на 14 месяцев с «Уимблдоном» из Второй лиги.

### Уиком Уондерерс
10 июля 2016 года было объявлено о переходе Адебайо в Уиком Уондерерс. 24 мая 2022 года стало известно, что Акинфенва завершил карьеру игрока .

## Статистика
| Выступление         | Выступление             | Выступление      | Лига | Лига | Кубок страны | Кубок страны | Кубок лиги | Кубок лиги | Еврокубки | Еврокубки | Прочие | Прочие | Итого | Итого |
| Клуб                | Лига                    | Сезон            | Игры | Голы | Игры         | Голы         | Игры       | Голы       | Игры      | Голы      | Игры   | Голы   | Игры  | Голы  |
| ------------------- | ----------------------- | ---------------- | ---- | ---- | ------------ | ------------ | ---------- | ---------- | --------- | --------- | ------ | ------ | ----- | ----- |
| Атлантас            | А Лига                  | 2001             | 18   | 4    | 2            | 1            | 0          | 0          | 2         | 0         | 0      | 0      | 22    | 5     |
| Атлантас            | А Лига                  | 2002             | 4    | 1    | 2            | 1            | 0          | 0          | 0         | 0         | 0      | 0      | 6     | 2     |
| Атлантас            | Итого                   | Итого            | 22   | 5    | 4            | 2            | 0          | 0          | 2         | 0         | 0      | 0      | 28    | 7     |
| Барри Таун          | Валлийская премьер-лига | 2002/03          | 8    | 6    | 0            | 0            | 0          | 0          | 0         | 0         | 0      | 0      | 8     | 6     |
| Барри Таун          | Валлийская премьер-лига | 2003/04          | 1    | 0    | 0            | 0            | 0          | 0          | 0         | 0         | 0      | 0      | 1     | 0     |
| Барри Таун          | Итого                   | Итого            | 9    | 6    | 0            | 0            | 0          | 0          | 0         | 0         | 0      | 0      | 9     | 6     |
| Бостон Юнайтед      | Третий дивизион         | 2003/04          | 3    | 0    | 0            | 0            | 0          | 0          | 0         | 0         | 1      | 1      | 4     | 1     |
| Бостон Юнайтед      | Итого                   | Итого            | 3    | 0    | 0            | 0            | 0          | 0          | 0         | 0         | 1      | 1      | 4     | 1     |
| Лейтон Ориент       | Третий дивизион         | 2003/04          | 1    | 0    | 1            | 0            | 0          | 0          | 0         | 0         | 0      | 0      | 2     | 0     |
| Лейтон Ориент       | Итого                   | Итого            | 1    | 0    | 1            | 0            | 0          | 0          | 0         | 0         | 0      | 0      | 2     | 0     |
| Рашден энд Даймондс | Третий дивизион         | 2003/04          | 0    | 0    | 0            | 0            | 0          | 0          | 0         | 0         | 0      | 0      | 0     | 0     |
| Рашден энд Даймондс | Итого                   | Итого            | 0    | 0    | 0            | 0            | 0          | 0          | 0         | 0         | 0      | 0      | 0     | 0     |
| Донкастер Роверс    | Третий дивизион         | 2003/04          | 9    | 4    | 0            | 0            | 0          | 0          | 0         | 0         | 0      | 0      | 9     | 4     |
| Донкастер Роверс    | Итого                   | Итого            | 9    | 4    | 0            | 0            | 0          | 0          | 0         | 0         | 0      | 0      | 9     | 4     |
| Торки Юнайтед       | Лига 1                  | 2004/05          | 37   | 14   | 1            | 0            | 1          | 0          | 0         | 0         | 2      | 2      | 41    | 16    |
| Торки Юнайтед       | Итого                   | Итого            | 37   | 14   | 1            | 0            | 1          | 0          | 0         | 0         | 2      | 2      | 41    | 16    |
| Суонси Сити         | Лига 1                  | 2005/06          | 34   | 9    | 1            | 0            | 1          | 1          | 0         | 0         | 8      | 5      | 44    | 15    |
| Суонси Сити         | Лига 1                  | 2006/07          | 25   | 5    | 4            | 1            | 1          | 0          | 0         | 0         | 1      | 0      | 31    | 6     |
| Суонси Сити         | Итого                   | Итого            | 59   | 14   | 5            | 1            | 2          | 1          | 0         | 0         | 9      | 5      | 75    | 21    |
| Миллуолл            | Лига 1                  | 2007/08          | 7    | 0    | 2            | 0            | 0          | 0          | 0         | 0         | 0      | 0      | 9     | 0     |
| Миллуолл            | Итого                   | Итого            | 7    | 0    | 2            | 0            | 0          | 0          | 0         | 0         | 0      | 0      | 9     | 0     |
| Нортгемптон Таун    | Лига 1                  | 2007/08          | 15   | 7    | 0            | 0            | 0          | 0          | 0         | 0         | 0      | 0      | 15    | 7     |
| Нортгемптон Таун    | Лига 1                  | 2008/09          | 33   | 13   | 0            | 0            | 3          | 2          | 0         | 0         | 0      | 0      | 36    | 15    |
| Нортгемптон Таун    | Итого                   | Итого            | 48   | 20   | 0            | 0            | 3          | 2          | 0         | 0         | 0      | 0      | 51    | 22    |
| Джиллингем          | Лига 2                  | 2010/11          | 44   | 11   | 1            | 0            | 1          | 0          | 0         | 0         | 0      | 0      | 46    | 11    |
| Джиллингем          | Итого                   | Итого            | 44   | 11   | 1            | 0            | 1          | 0          | 0         | 0         | 0      | 0      | 46    | 11    |
| Нортгемптон Таун    | Лига 2                  | 2009/10          | 40   | 17   | 2            | 0            | 1          | 0          | 0         | 0         | 1      | 0      | 44    | 17    |
| Нортгемптон Таун    | Лига 2                  | 2011/12          | 39   | 18   | 1            | 0            | 1          | 0          | 0         | 0         | 1      | 0      | 42    | 18    |
| Нортгемптон Таун    | Лига 2                  | 2012/13          | 41   | 16   | 2            | 0            | 2          | 0          | 0         | 0         | 6      | 1      | 51    | 17    |
| Нортгемптон Таун    | Итого                   | Итого            | 120  | 51   | 5            | 0            | 4          | 0          | 0         | 0         | 8      | 1      | 137   | 52    |
| Джиллингем          | Лига 1                  | 2013/14          | 34   | 10   | 2            | 0            | 1          | 0          | 0         | 0         | 0      | 0      | 37    | 10    |
| Джиллингем          | Итого                   | Итого            | 34   | 10   | 2            | 0            | 1          | 0          | 0         | 0         | 0      | 0      | 37    | 10    |
| Уимблдон            | Лига 2                  | 2014/15          | 45   | 13   | 4            | 1            | 1          | 0          | 0         | 0         | 2      | 1      | 52    | 15    |
| Уимблдон            | Лига 2                  | 2015/16          | 41   | 8    | 0            | 0            | 1          | 0          | 0         | 0         | 0      | 0      | 42    | 8     |
| Уимблдон            | Итого                   | Итого            | 86   | 21   | 4            | 1            | 2          | 0          | 0         | 0         | 2      | 1      | 94    | 23    |
| Уиком Уондерерс     | Лига 2                  | 2016/17          | 42   | 12   | 4            | 2            | 1          | 0          | 0         | 0         | 0      | 0      | 47    | 14    |
| Уиком Уондерерс     | Лига 2                  | 2017/18          | 42   | 17   | 3            | 1            | 1          | 0          | 0         | 0         | 0      | 0      | 46    | 18    |
| Уиком Уондерерс     | Итого                   | Итого            | 84   | 29   | 7            | 3            | 2          | 0          | 0         | 0         | 0      | 0      | 93    | 32    |
| Уиком Уондерерс     | Лига 1                  | 2018/19          | 36   | 7    | 0            | 0            | 2          | 0          | 0         | 0         | 0      | 0      | 38    | 7     |
| Уиком Уондерерс     | Лига 1                  | 2019/20          | 35   | 10   | 2            | 0            | 1          | 0          | 0         | 0         | 0      | 0      | 38    | 10    |
| Уиком Уондерерс     | Итого                   | Итого            | 71   | 17   | 2            | 0            | 3          | 0          | 0         | 0         | 0      | 0      | 76    | 17    |
| Всего за карьеру    | Всего за карьеру        | Всего за карьеру | 634  | 202  | 34           | 7            | 19         | 3          | 2         | 0         | 22     | 10     | 711   | 222   |